# 하산 2세 모스크
하산 2세 모스크(아랍어: مسجد الحسن الثاني)는 모로코 카사블랑카에 있는 모스크이다. 모로코에서 가장 큰 모스크이자 세계에서 13번째로 큰 모스크이다. 하산 2세 모스크의 미나레트는 200여m로 세계 최대 높이이다.

## 같이 보기
- 이슬람 미술
- 모스크 목록